# Hermann Senkowsky
Hermann Robert Senkowsky (ur. 31 lipca 1897 w Scheibbs, zm. 5 kwietnia 1965 w Innsbrucku) – SS-Standartenführer, minister finansów Generalnego Gubernatorstwa.

## Kariera
Od września 1939 członek zarządu cywilnego okręgu wojskowego w Krakowie. Od listopada 1939 był kierownikiem generalnej dyrekcji monopoli (niem. Leiter der Generaldirektion der Monopole) oraz stałym zastępcą prezydenta głównego wydziału finansów (niem. Hauptalbteilung Finanzen) w rządzie Generalnego Gubernatorstwa. 1 stycznia 1942 powołany na prezydenta tego wydziału.